# ダイナソー (アトラクション)
ダイナソー (Dinosaur) は恐竜をモチーフにし、オーディオアニマトロニクスを駆使した、ディズニー・アニマル・キングダム（ウォルト・ディズニー・ワールド・リゾート）にある室内ライド型アトラクションである。ディズニー・アニマル・キングダムのディノランドUSAエリアに位置するアトラクション。

## 概要
| ダイナソー Dinosaur | ダイナソー Dinosaur | ダイナソー Dinosaur                                               | ダイナソー Dinosaur                                               |
| ------------------- | ------------------- | ----------------------------------------------------------------- | ----------------------------------------------------------------- |
| ダイナソー          |                     |                                                                   |                                                                   |

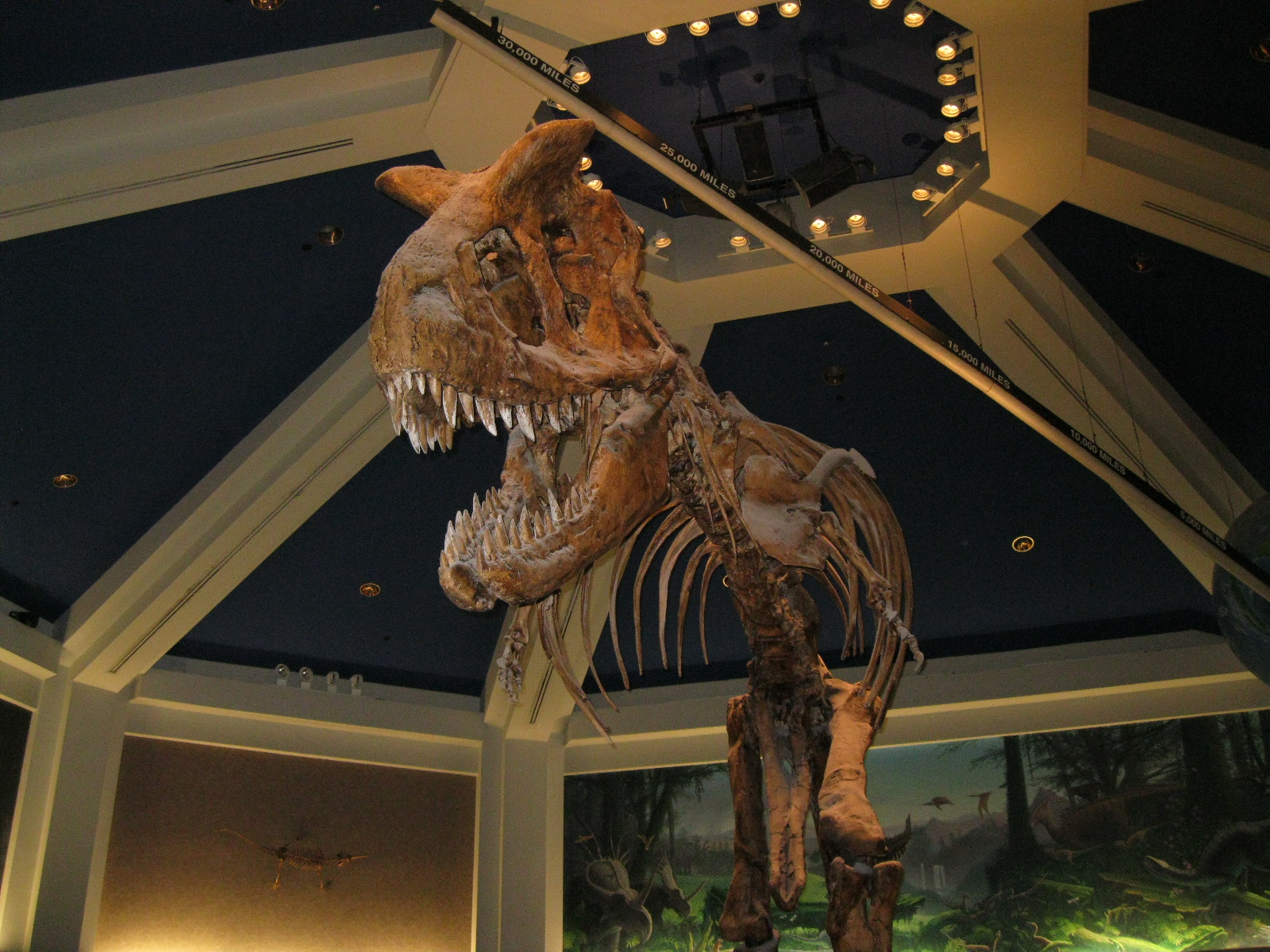
キューラインのカルノタウルスの化石

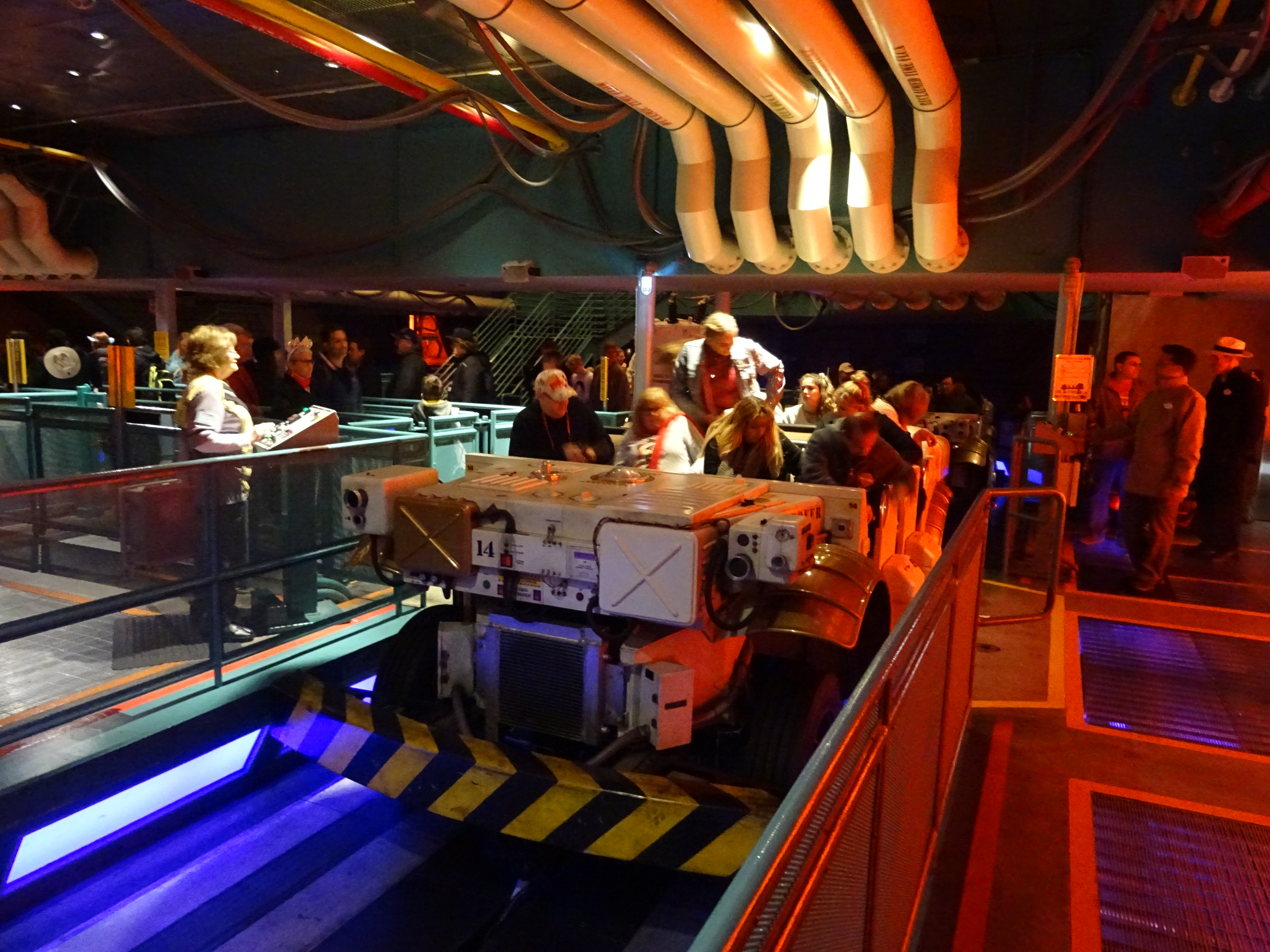
ジープ型のタイムローバー

| オープン日          | オープン日          | 1998年4月22日（ディズニー・アニマル・キングダムと同時にオープン） | 1998年4月22日（ディズニー・アニマル・キングダムと同時にオープン） |
| スポンサー          | スポンサー          | なし                                                              | なし                                                              |
| 利用制限            |                     | 102cm以上                                                         | 102cm以上                                                         |
| ファストパス        | ファストパス        |                                                                   | ○                                                                 |
| シングルライダー    | シングルライダー    |                                                                   | 対象外                                                            |

ディズニー・アニマル・キングダムのディノランドUSAエリアに位置するアトラクション。
類似アトラクションにディズニーランドやディズニーシーにあるインディ・ジョーンズ・アドベンチャーがある。キューラインは恐竜の博物館兼研究所を模したものとなっており、巨大なカルノタウルスの全身骨格の化石のレプリカや古代生物の化石が見られる。
開園からしばらくは「絶滅へのカウントダウン」(Countdown to Extinction) として営業していたが、2000年に映画「ダイナソー」のプロモーションのために現在の名前に改められた。なお、オープン当時、アトラクションの前にはスティラコサウルスの模型が飾られていたが、上述の改名時に、イグアノドンの模型に置き換えられた。
イマジニアのジョー・ロードによると、アトラクションに登場する肉食恐竜のカルノタウルスは機械のすべてを入れなければいけなかったため、実際のサイズよりも大きく作られている。

## ストーリー
恐竜研究所に向かったゲストはジープ型タイムマシン「タイムローバー」に乗って、「アラダー」と名付けられたイグアノドンを救出するミッションを依頼される。6500万年前のジャングルでスティラコサウルス等の恐竜に遭遇するも、隕石が衝突するまでの時間は限られている。ゲストはカルノタウルスや翼竜の襲撃を潜り抜け、救出ミッションを達成しなければならない。

## 主な登場恐竜
| - スティラコサウルス - アリオラムス - パラサウロロフス | - ヴェロキラプトル - カルノタウルス - イグアノドン |